# GameMaker: Studio
GameMaker: Studio (ursprungligen kallat Animo och senare Game Maker) är en spelmotor och utvecklingsmiljö för främst tvådimensionella datorspel, skapat av Mark Overmars och numera utvecklat av YoYo Games (som sedan början av 2015 är ett dotterbolag till Playtech). GameMaker: Studio är tänkt att både vara lätt att använda för nybörjare utan erfarenhet i programmering, samtidigt som det låter mer erfarna spelutvecklare relativt snabbt skapa professionella 2d-spel, eller prototyper till sådana. Programmet har även grundläggande funktioner för 3d-grafik, men fokus ligger som sagt på 2d.
Utvecklingsmiljön GameMaker: Studio finns bara för Windows (den betydligt äldre versionen GameMaker 7 finns dock även i en utgåva för Mac), men det är möjligt att med programvaran skapa spel för ett stort antal olika plattformar, utan större ändringar i källkoden.

## Gränssnitt och programmering
GameMaker: Studio erbjuder en integrerad utvecklingsmiljö (IDE), ett datorprogram i vilket användaren kan hantera innehåll som t.ex. bilder, ljud och banor, samt programmera spelet och kompilera det till körbara filer för olika plattformar.
Programmering sker i antingen ett visuellt programmeringsspråk – känt som Drag-and-Drop (DnD) eftersom det används genom att dra och släppa ikoner – eller det egna eget skriptspråket GameMaker Language (GML). GML erbjuder avsevärt fler funktioner än som är tillgängliga med Drag-and-Drop, men är svårare att lära sig om man inte har programmerat tidigare.
Kod, oavsett om det är i GML eller DnD, organiseras i objects, som kan liknas vid klasser i objektorienterade programmeringsspråk, och som ofta motsvarar en enhet i spelet (t.ex. huvudkaraktären, en fiende eller en skattkista). I objekten organiseras koden vidare i events, som bestämmer när koden ska köras (t.ex. när spelet startas eller när objektet kolliderar med ett annat). GML-kod kan även läggas i scripts som motsvarar funktioner i andra programspråk, och alltså kan anropas med olika parametrar från var som helst i koden.

### Drag-and-Drop
GameMaker har ett enkelt ikonbaserat, visuellt programspråk som används genom att man drar en ikon från en lista över tillgängliga kommandon, och släpper den i en lista över kommandon som ska utföras i en viss event. De flesta kommandon har även olika alternativ som ställs in i ett separat fönster.
Även GML-kod skrivs in genom att dra en speciell ikon till listan. Detta kommando har istället för ett vanligt alternativfönster en textredigerare.

### GameMaker Language
GML är ett dynamiskt typat programspråk med en syntax liknande den hos C, fast mycket mindre avancerad. Det är även möjligt att använda en Pascal-liknande syntax, även om detta inte nämns i manualen.

## Historia
1999
Mark Overmars började arbeta på Game Maker det här året. Det var från början tänkt att bli ett enkelt system för att skapa 2D-animationer, och kallades då . Nu släpptes den första officiella versionen, 1.1, som hade ett inbyggt programspråk men inte var särskilt bra. Man kunde till exempel inte skapa exekverbara filer, vilket gjorde att man måste ha Game Maker för att kunna spela spelet. 1999 släpptes även versionerna 1.2, 1.2b och 1.3 men de fick inte så stor uppmärksamhet.
2001
släpptes version 3 som var den första att använda DirectX för att rita grafiken, och snart kom också version 3.1, 3.2 och 3.3.
Mark Overmars bestämde sig senare för att skriva om allting "från scratch" och släppte i juli 2001 version 4. Den fick en röd ikon för att symbolisera att den nya versionen inte var kompatibel med den gamla. Version 4.0 följdes av 4.1.
2003
fick Game Maker sin egen webbplats och version 5.0, 5.1 och 5.2 släpptes.
2004
Det här året kom version 6 som introducerade enkel 3d-datorgrafik, typsnitt och ett nytt, bättre ljudsystem.
2007
släpptes version 7.0 den 28 februari. Nu hade Mark börjat samarbeta med några andra i utvecklingen av GameMaker, som tillsammans skapade YoYo games. Några nyheter var PNG-support med alfakanaler, en ny extension-mekanism (DLL:er, externa skript, libraries) och nya "room transitions". Denna version sparade filerna som .gmk vilka inte går att öppna med någon av de äldre versionerna.
2009
släpptes version 8.0 runt den 20 december.
2010 I augusti släpptes Game Maker 7 för Mac.
Den 22 september släpptes GameMaker: HTML5. Med den kunde man exportera spel till Javascript- och HTML-kod, vilket innebär att de kan spelas direkt i en modern webbläsare.
2012 den 22 maj släpptes GameMaker: Studio. Den största förbättringen i den här versionen var möjligheten att skapa spel för en rad olika plattformar. Tidigare hade bara Windows stötts, men nu kunde man även exportera till Mac, HTML5, Android och IOS. (notera att fler plattformar har lagts till sedan dess). Stöd för fysiksimulering med Box2d lades också till. Vidare skrevs den virtuella maskin som färdiga spel körs i om för att förbättra prestanda och säkerhet, denna gång i programmeringsspråket C++ (utvecklingsmiljön är dock fortfarande skriven i Delphi). GameMaker: Studio-versionerna numreras oberoende från tidigare versioner, så det här var GameMaker: Studio 1.0.
2014 I slutet av det här året introducerade YoYo Games sina nya tjänster GameMaker: Marketplace, samt GameMaker: Player. Med dessa kan man köpa och sälja innehåll och kod att använda i GameMaker: Studio, respektive spel gjorda med programmet.

## Böcker
- GameMaker: Studio på Wikibooks.

- The Game Maker's Companion (2010) av Jacob Habgood

En bok för avancerade utvecklare i Game Maker med tema plattformsspel. En direkt fortsättning på The Game Makers Apprentice.
- Game Maker 8 - Practical Tips & techniques Vol. 1 (2010) av The HobbyPress (Hongkong)

Lär ut Game Maker 8 genom att besvara mängder av frågor om programmet.
- Game Maker 8 - GML Programming Practical Tips & Techniques Vol. 2 (2010) av The HobbyPress (Hong Kong)

En bok med fokus på Game Makers scriptspråk Game Maker Language (GML).
- Basic Projects in Game Maker (2009) av David Waller.

ICT-certifierad nybörjarbok i Game Maker riktad till grundskoleelever i Storbritannien.
- Getting Started with Game Maker (2009) av Jerry Lee, Jr. Ford.

Nybörjarbok om Game Maker på engelska med fokus på Game Makers skriptspråk.
- The Game Maker's Apprentice: Game Development for Beginners (2006) av Mark Overmars och Jacob Habgood.

En nybörjarbok på engelska som lär ut hur man skapar 9 kompletta spel med hjälp av Game Maker. Det medföljer en CD-ROM skiva med olika exempelfiler och spel.
- Basic Game Design and Creation for Fun & Learning (2006) av Nanu Swamy och Naveena Swamy.

Game Maker-bok med fokus på så kallade "Serious Games".
- Lav computerspil med Game Maker (2006) av Jon Overgaard Christiansen.

Game Maker-bok på danska för avancerade Game Maker-användare.

## Källhänvisningar
1. ↑  ”PlayTech buys GameMaker creator YoYo Games for £10m”. Arkiverad från originalet den 14 maj 2015. https://web.archive.org/web/20150514012637/http://www.develop-online.net/opinions/playtech-buys-gamemaker-creator-yoyo-games-for-10m/0203202. Läst 8 juni 2015.
2. ↑  ”GameMaker | YoYo Games”. www.yoyogames.com. Arkiverad från originalet den 23 juni 2015. https://web.archive.org/web/20150623184730/http://www.yoyogames.com/legacy. Läst 8 juni 2015.
3. ↑  ”Multiformat Export | GameMaker: Studio | YoYo Games”. www.yoyogames.com. Arkiverad från originalet den 26 juni 2015. https://web.archive.org/web/20150626073306/http://www.yoyogames.com/studio/multiformat. Läst 8 juni 2015.
4. 1 2 3  ”YoYo Games launches GameMaker: Studio | News | YoYo Games”. www.yoyogames.com. Arkiverad från originalet den 10 juni 2015. https://web.archive.org/web/20150610172449/http://www.yoyogames.com/news/105. Läst 10 juni 2015.
5. ↑  ”Improving the runner”. 1 januari 2014. http://dailly.blogspot.com/2014/01/improving-runner.html. Läst 10 juni 2015.